# HD 97048
HD 97048或蝘蜓座CU是一顆位於蝘蜓座，距離603 ly的赫比格Ae/Be星。他是一顆崁入在恆星苗圃的塵埃雲中，並且本身被塵埃盤包圍的一顆變星。
HD 97048 是一顆仍在朝向主序星收縮的年輕恆星。它的亮度在8.38和8.48星等之間變化，被歸類為獵戶型變星。它於1981年被命名為蝘蜓座CU。它的光譜也是可變的。光譜類型通常為A0或B9，光度等級有時為巨星，有時為主序星。光譜顯示強變化的發射線，表明恆星周圍有一個殼層。
HD 97048 是蝘蜓座T1星協的成員，並且仍然崁入在它正在形成的黑暗分子雲中。它照亮了烏雲中的一個小反射星雲。

## 行星系
這顆恆星有一個巨大的塵埃盤，其中心空腔半徑為40-46天文單位圓盤在130AU處有一個速度扭結和強度差距的一氧化碳氣體空隙，懷疑是一顆超級木星的行星引起的。在2019年，從圓盤中檢測到HCO+離子和氰化氫發射，表明在軌道半徑200AU處有大量氣體。

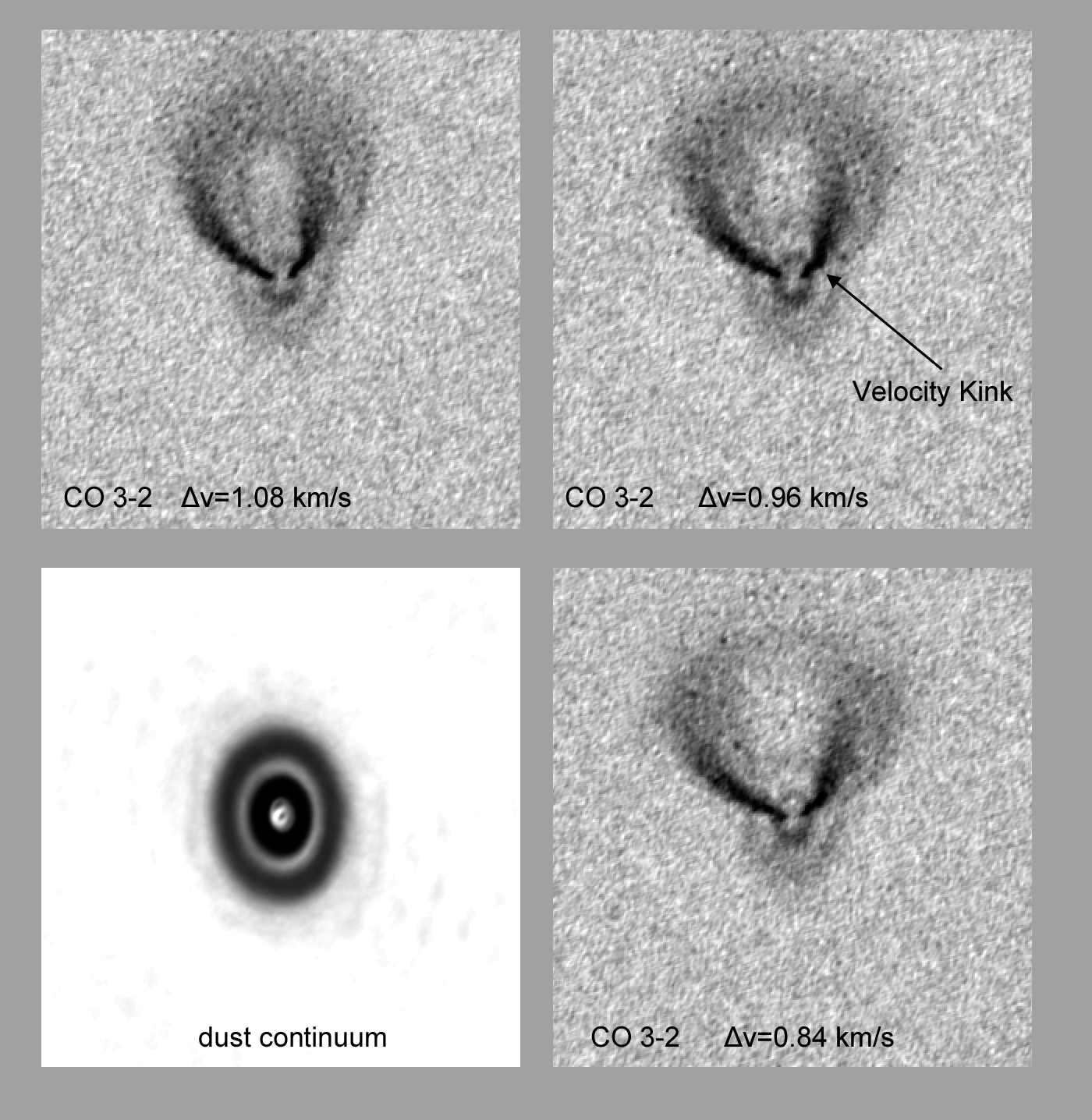
一氧化碳氣體的速度扭結和盤中的間隙，顯示原行星的存在。

在系統中，一氧化碳氣體（CO 3-2）速度的扭結以及圓盤塵埃排放的間隙被視為存在木星原行星的證據。這顆原行星位於距離恆星130天文單位處，質量約為木星質量的2.5倍。它是截至 2023 年發現的質量最低的原行星之一。
| 成員 (依恆星距離) | 质量        | 半長軸 (AU) | 轨道周期 (天) | 離心率      | 傾角 | 半径 |
| ----------------- | ----------- | ----------- | ------------- | ----------- | ---- | ---- |
| 原行星盤          | 40 — 850 AU | 40 — 850 AU | 40 — 850 AU   | 40 — 850 AU | 40°  | —    |
| b                 | 2.5±0.5 MJ  | 130         | —             | —           | 40°  | —    |